# لو مانی، اندر
لو مانی، اندر (به فرانسوی: Le Magny) یک کمون در فرانسه است که در اندر واقع شده‌است. لو مانی ۱۷٫۸۴ کیلومتر مربع مساحت و ۱٬۰۱۸ نفر جمعیت دارد و ۲۴۳ متر بالاتر از سطح دریا واقع شده‌است.